# Fallbach
Fallbach ist eine Gemeinde mit 794 Einwohnern (Stand 1. Jänner 2025) im Bezirk Mistelbach in Niederösterreich.

## Geografie
Fallbach liegt im nördlichen Weinviertel in den südlich der Laaer Ebene gelegenen Hügeln in Niederösterreich, etwa zehn Kilometer südsüdöstlich von Laa an der Thaya.
Die Fläche der Gemeinde umfasst 30,42 Quadratkilometer. 21,53 Prozent der Fläche sind bewaldet.

### Gemeindegliederung
Das Gemeindegebiet umfasst folgende fünf Ortschaften (in Klammern Einwohnerzahl Stand 1. Jänner 2025):
- Fallbach (170)
- Friebritz (33)
- Hagenberg (192)
- Hagendorf (194)
- Loosdorf (205)

Die Gemeinde besteht aus den Katastralgemeinden Fallbach, Friebritz, Hagenberg, Hagendorf und Loosdorf.

### Nachbargemeinden
|            | Laa an der Thaya                            |            |
| Gaubitsch  | Kompassrose, die auf Nachbargemeinden zeigt | Staatz     |
| Gnadendorf | Asparn an der Zaya                          | Mistelbach |

## Geschichte
Laut Adressbuch von Österreich waren im Jahr 1938 in der Ortsgemeinde Fallbach ein Bäcker, ein Dachdecker, zwei Fleischer, zwei Gastwirte, ein Schmied, ein Schneider, zwei Schuster, ein Tischler, ein Viehhändler und zwei Wagner ansässig.
In den letzten Tagen des Zweiten Weltkriegs, zwischen 2. und 20. April 1945, wurde Fallbach Schauplatz heftiger und wechselvoller Kämpfe zwischen Truppen der Wehrmacht und der Roten Armee, welche zwischen Fallbach und Altenmarkt stattfanden. Mehrere Zivilisten wurden dabei getötet und zahlreiche Gebäude zerstört oder zumindest beschädigt. Am 21. April 1945 wurde Fallbach von der Roten Armee besetzt. In Loosdorf fanden Infanterie- und Panzerkämpfe über vier Tage statt, ehe am 22. April die Sowjets die Ortschaft einnahmen. Auf der Ruine Hanselburg konnte sich eine kleine Einheit der Waffen-SS jedoch bis zur Kapitulation der Wehrmacht am 8. Mai 1945 halten.

### Einwohnerentwicklung
Die Bevölkerungszahl sinkt seit den 1930er Jahren.
| Fallbach: Einwohnerzahlen von 1869 bis 2025         | Fallbach: Einwohnerzahlen von 1869 bis 2025 | Fallbach: Einwohnerzahlen von 1869 bis 2025 | Fallbach: Einwohnerzahlen von 1869 bis 2025 | Fallbach: Einwohnerzahlen von 1869 bis 2025 |
| --------------------------------------------------- | ------------------------------------------- | ------------------------------------------- | ------------------------------------------- | ------------------------------------------- |
| Jahr                                                |                                             |                                             |                                             | Einwohner                                   |
| 1869                                                | 1869                                        |                                             | 1.407                                       | 1.407                                       |
| 1880                                                | 1880                                        |                                             | 1.339                                       | 1.339                                       |
| 1890                                                | 1890                                        |                                             | 1.472                                       | 1.472                                       |
| 1900                                                | 1900                                        |                                             | 1.466                                       | 1.466                                       |
| 1910                                                | 1910                                        |                                             | 1.574                                       | 1.574                                       |
| 1923                                                | 1923                                        |                                             | 1.492                                       | 1.492                                       |
| 1934                                                | 1934                                        |                                             | 1.625                                       | 1.625                                       |
| 1939                                                | 1939                                        |                                             | 1.484                                       | 1.484                                       |
| 1951                                                | 1951                                        |                                             | 1.311                                       | 1.311                                       |
| 1961                                                | 1961                                        |                                             | 1.156                                       | 1.156                                       |
| 1971                                                | 1971                                        |                                             | 1.062                                       | 1.062                                       |
| 1981                                                | 1981                                        |                                             | 990                                         | 990                                         |
| 1991                                                | 1991                                        |                                             | 906                                         | 906                                         |
| 2001                                                | 2001                                        |                                             | 861                                         | 861                                         |
| 2011                                                | 2011                                        |                                             | 836                                         | 836                                         |
| 2021                                                | 2021                                        |                                             | 785                                         | 785                                         |
| 2025                                                | 2025                                        |                                             | 794                                         | 794                                         |
| Quelle(n): Statistik Austria, Gebietsstand 1.1.2021 |                                             |                                             |                                             |                                             |

## Kultur und Sehenswürdigkeiten
- Ruine Hanselburg
- Schloss Hagenberg (Weinviertel)[5]
- Schloss Loosdorf mit Museum

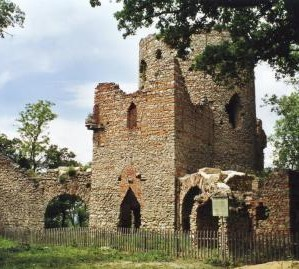
Ruine Hanselburg

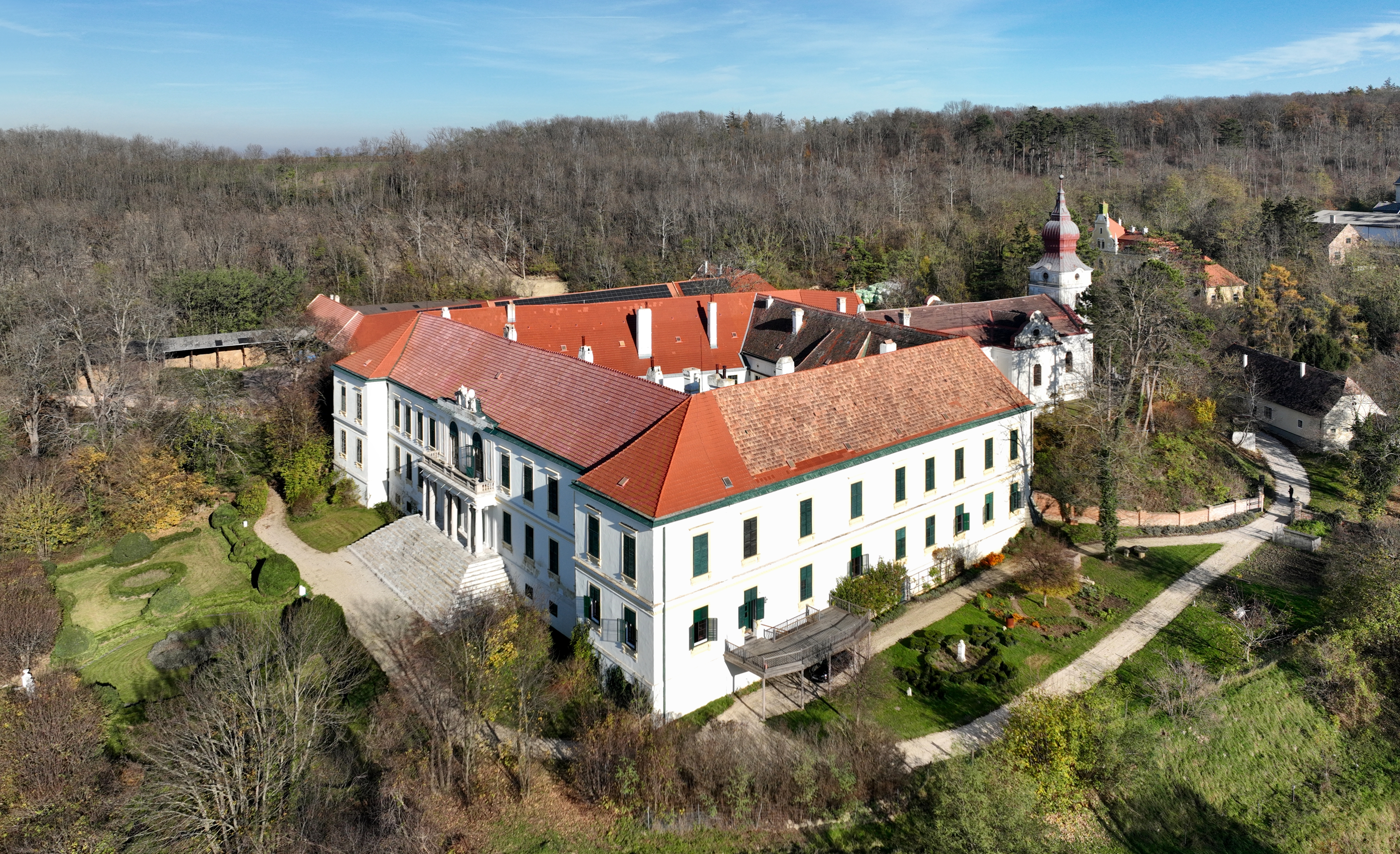
Schloss Loosdorf

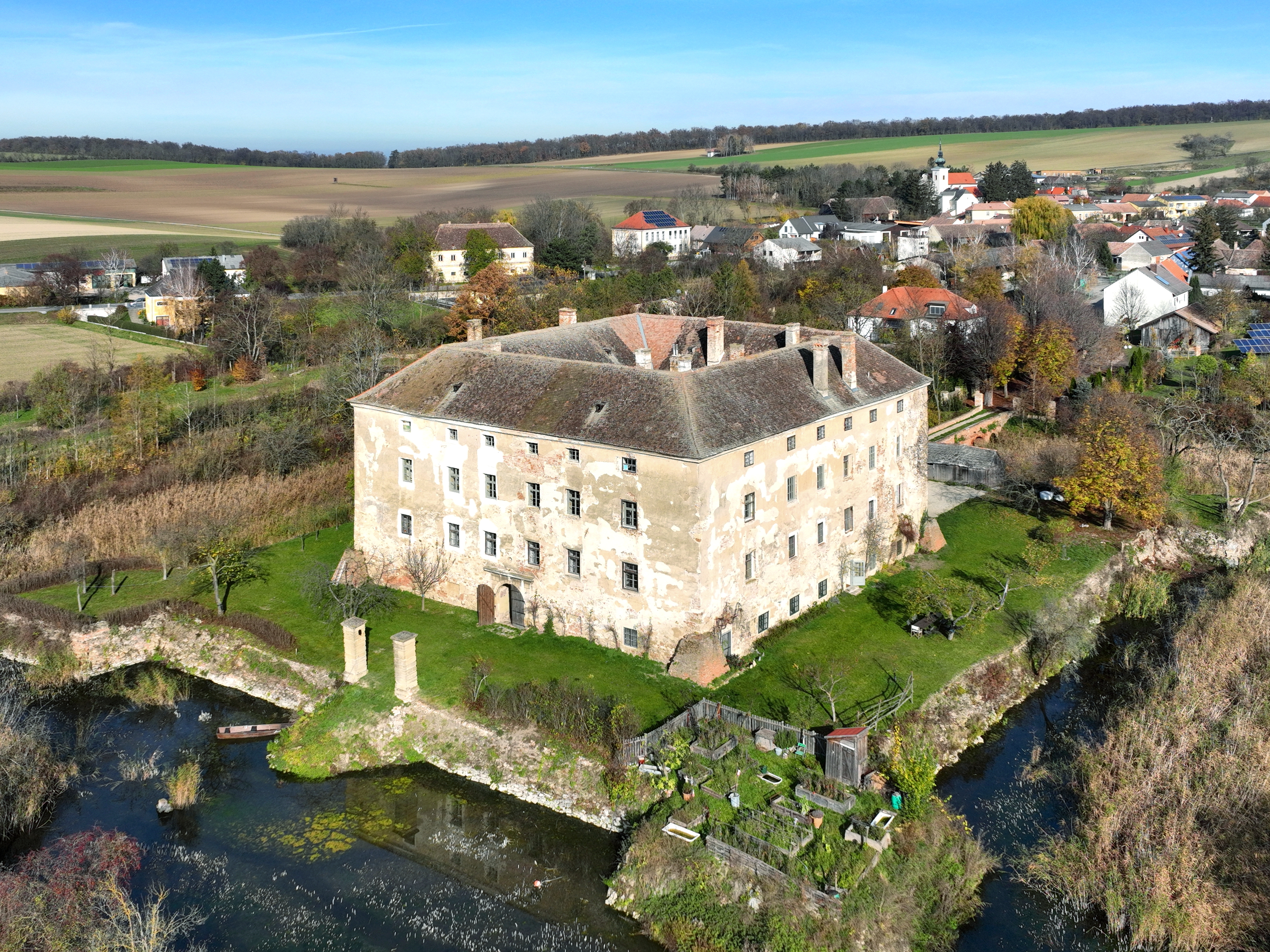
Schloss Hagenberg

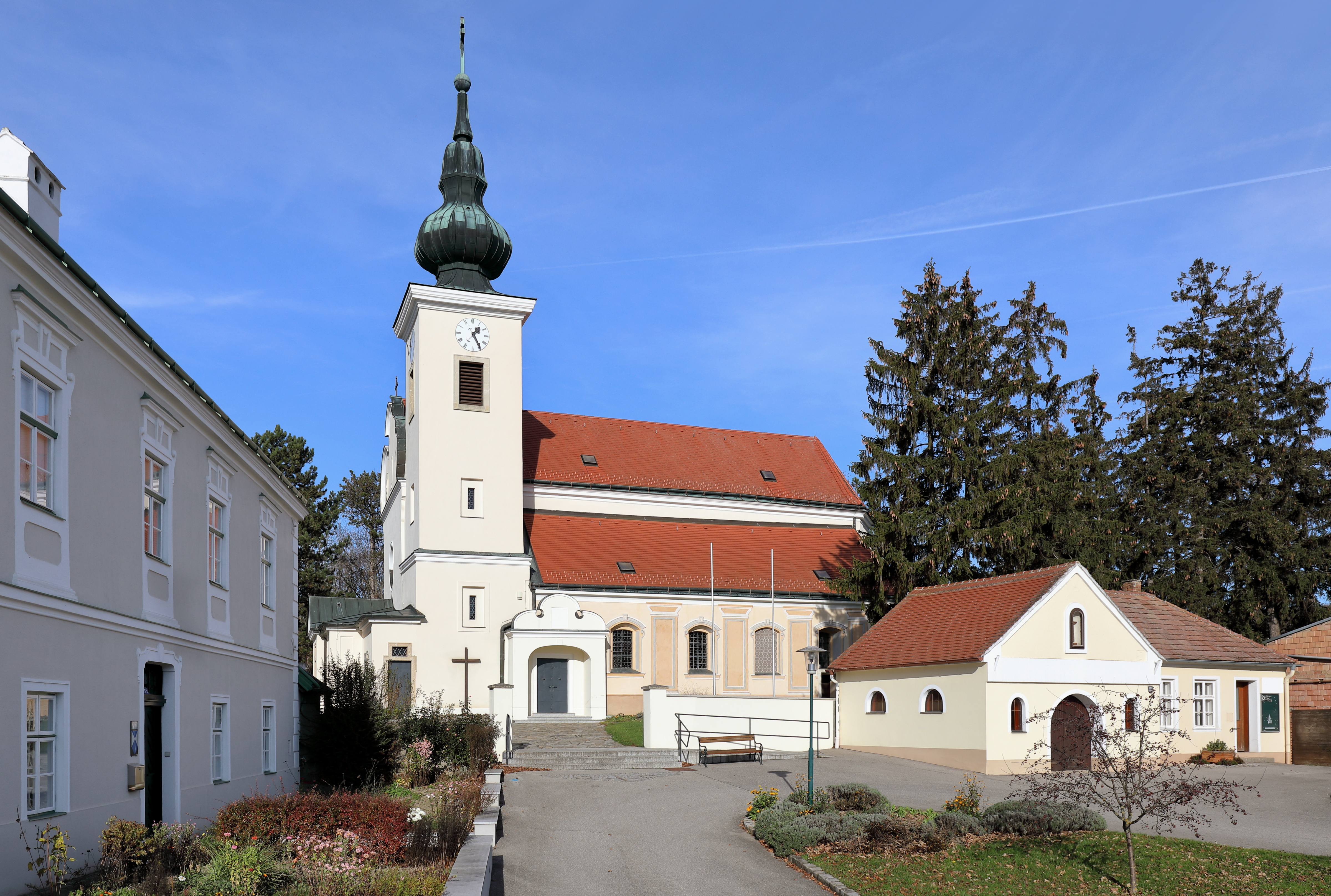
Pfarrkirche Hagenberg

- Katholische Pfarrkirche Fallbach hl. Lambert
- Katholische Pfarrkirche Hagenberg hl. Ägydius
- Katholische Schlosspfarrkirche Loosdorf Hl. Dreifaltigkeit

Museen
- Dorfmuseum Hagendorf
- Drechslermuseum Hagendorf

## Wirtschaft und Infrastruktur
Nichtlandwirtschaftliche Arbeitsstätten gab es im Jahr 2001 26, land- und forstwirtschaftliche Betriebe nach der Erhebung 1999 70. Die Zahl der Erwerbstätigen am Wohnort betrug nach der Volkszählung 2001 343. Die Erwerbsquote lag 2001 bei 40,76 %.

### Bildung
In der Gemeinde befindet sich ein Kindergarten und eine Volksschule.

### Sport
- Der USC Fallbach ist der in Hagendorf spielende Sportverein mit den Sektionen Tennis und Fußball. Der Verein wurde 1970 gegründet und besitzt sowohl eine Männer Kampf- und Reservemannschaft als auch Frauen Kampfmannschaft und Jugendabteilungen.
  - Die Männer Fußballkampfmannschaft spielt in der 2. Kreisklasse Pulkautal.
  - Die Frauen Fußballkampfmannschaft spielt in der AK Niederösterreich Frauen GL Nordwest-Weinviertel. Erfolge: Meistertitel in der Frauengruppe Weinviertel 2021/2022

## Politik
Der Gemeinderat hat 15 Mitglieder.
- Mit den Gemeinderatswahlen in Niederösterreich 1990 hatte der Gemeinderat folgende Verteilung: 13 ÖVP und 2 SPÖ.
- Mit den Gemeinderatswahlen in Niederösterreich 1995 hatte der Gemeinderat folgende Verteilung: 13 ÖVP und 2 SPÖ.[8]
- Mit den Gemeinderatswahlen in Niederösterreich 2000 hatte der Gemeinderat folgende Verteilung: 13 ÖVP und 2 SPÖ.[9]
- Mit den Gemeinderatswahlen in Niederösterreich 2005 hatte der Gemeinderat folgende Verteilung: 13 ÖVP und 2 SPÖ.[10]
- Mit den Gemeinderatswahlen in Niederösterreich 2010 hatte der Gemeinderat folgende Verteilung: 14 ÖVP und 1 SPÖ.[11]
- Mit den Gemeinderatswahlen in Niederösterreich 2015 hatte der Gemeinderat folgende Verteilung: 14 ÖVP und 1 SPÖ.[12]
- Mit den Gemeinderatswahlen in Niederösterreich 2020 hat der Gemeinderat folgende Verteilung: 14 ÖVP und 1 SPÖ.[13]

### Bürgermeister
- bis 2013 Karl Nagl (ÖVP)
- seit 2013 Josef Kerbl (ÖVP)

### Wappen
Blasonierung: „Über blauem Wellenschildfuß, darin drei silberne Wellenleisten, gespalten von Gold und Grün, vorne ein konischer roter Turm mit fünf Zinnen, geöffnetem schwarzem Rundbogentor und schwarzem Fenster, hinten fünf gebundene goldene Ähren.“
Das Wappen wurde im Jahr 2000 verliehen.

## Persönlichkeiten
- Joseph Anton Herzinger (1763–1826), Maler, Radierer und Kupferstecher
- Alexander von Bach (1813–1893), Politiker
- Josef Eisenhut (1864–1928), Politiker
- Lambert Rohrböck (1917–2003), Politiker
- Horst von Wächter, Schlossherr, Schriftsteller und Maler
- Friedrich Wolf (1935–2008), Chorleiter, Musikpädagoge und Komponist